# Madonna del Bordone
La Madonna del Bordone è un dipinto a tempera e oro su tavola (225x125 cm) di Coppo di Marcovaldo, datata 1261, come attesta al centro del margine inferiore dell'immagine l'iscrizione MCCLXI Coppus de Florentia me pinxit, ovvero (Nel) 1261 mi ha dipinto Coppo da Firenze e conservata nella basilica di Santa Maria dei Servi a Siena. I volti di Maria e di Gesù attualmente risultano essere in uno stile manifestamente diverso dal resto dell'opera, a causa dell'azione di un pittore locale senese, che li ridipinse nel XIV secolo, anche se lo strato pittorico originale ancora permane intatto sotto il rifacimento.

## Storia
Coppo si trovava a Siena come prigioniero a seguito della battaglia di Montaperti (1260) e fu costretto a riscattarsi impegnandosi a dipingere la tavola per i senesi. A causa di questa sua esperienza senese, in passato fu equivocato come appartenente alla scuola senese. Al "bordone", il tradizionale bastone dei pellegrini, era dedicata la cappella.
L'opera è quindi una delle pochissime opere certe di Coppo, l'unica tra queste esente da collaborazioni (l'altra è il Crocifisso di San Zeno, eseguito col figlio Salerno di Coppo), sebbene i volti della Madonna e del Bambino siano stati ridipinti da un artista senese seguace di Duccio, forse Niccolò di Segna, circa mezzo secolo dopo.
Gli influssi bizantini portati in città da Coppo furono subito recepiti dai pittori locali, in particolare da Guido da Siena e Dietisalvi di Speme, spazzando via quelle durezze romaniche ancora presenti nelle opere del Maestro di Tressa. 

## Descrizione e stile

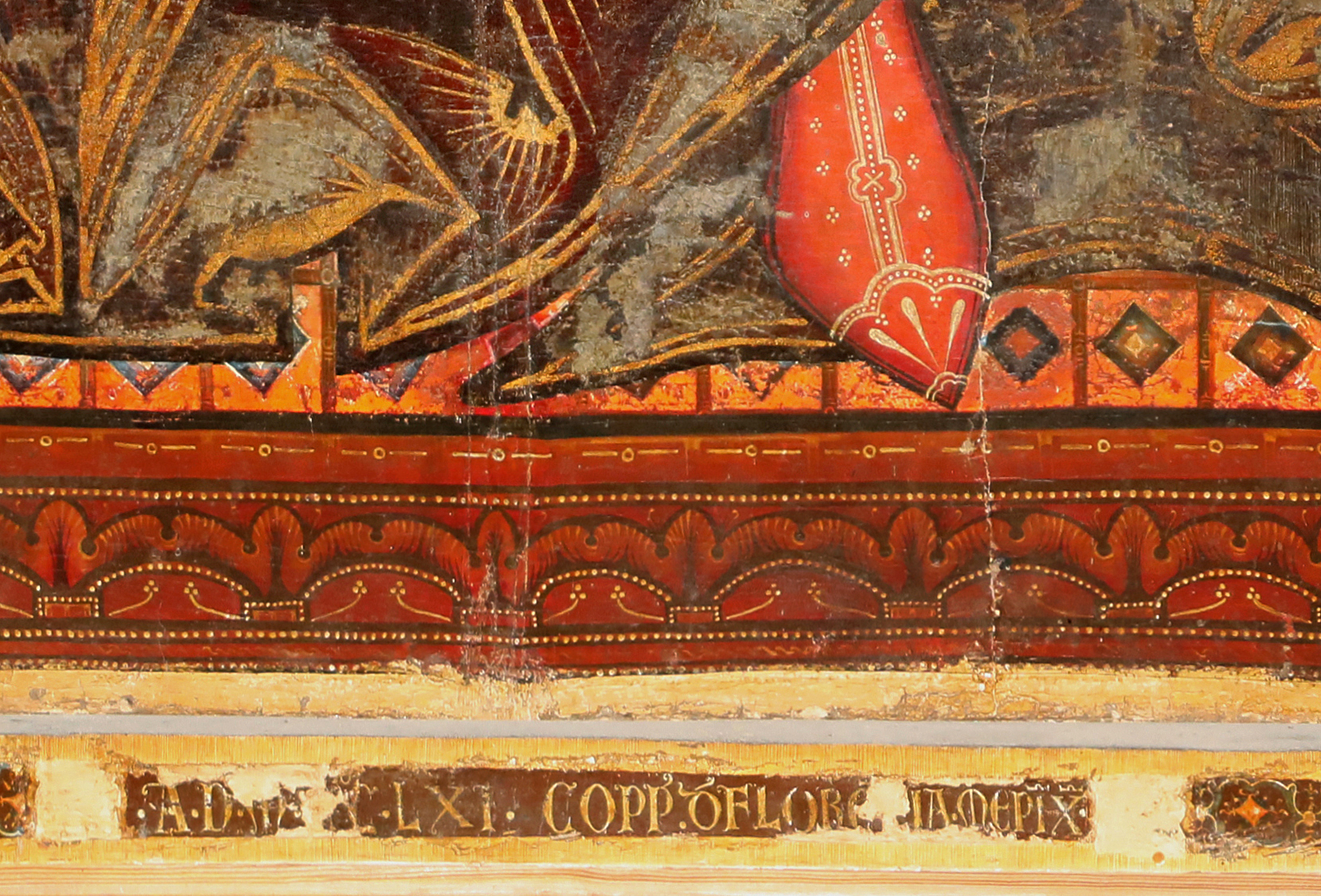
Firma e data lungo la cornice

Grazie a radiografie è stato possibile fotografare le teste sottostanti, caratterizzate dall'uso di pennellate pastose senza sfumature, quasi tratteggiate, uno dei tratti salienti della sua pittura. Questo modo di dipingere infatti, che appartiene alla corrente di Giunta Pisano, prevedeva forti contrasti di chiaro scuro tramite la contrapposizione di ombre e lumeggiature con pochissime sfumature. 
Al centro della tavola è raffigurata la Madonna, con un'aureola a raggiera, con due angeli ai lati, seduta in trono e col Bambino benedicente; questi con l'aureola circondata da una croce gemmata, tiene con la sinistra il libro della Legge. A differenza della concentrata astrazione di opere come quelle di Margaritone d'Arezzo, il Bambino nella Madonna di Coppo guarda teneramente la madre, un gesto che umanizza la divinità, ma che simboleggia anche la trepidazione con la quale Dio (il Bambino) guarda alla Chiesa (l'Ecclesia simboleggiata dalla Madonna). Le due figure, costruite frontalmente e con i corpi allungati, sono bloccate in una posa statica che definisce, secondo l'arte bizantina, il carattere del personaggio raffigurato. 
Notevole è la lumeggiatura nelle pieghe dei panneggi, effettuata tramite l'uso di sottili striature dorate (agemina), che cercano di definire, con risultati apprezzabili, il busto e le gambe sottostanti la veste della Madonna. Nelle zone in cui sono assenti risaltano per contrasto le parti scure, dando l'effetto di cavità che generano un forte senso plastico.